# Шенликкьой
„Шенликкьой“ (на турски: Şenlikköy) е квартал на Истанбул, разположен в градска околия Бакъркьой. Общата му площ е 3,0 км2. Според данни на Адресната система за регистриране на населението (ABPRS) към 2024 г. населението на „Шенликкьой“ е 28 000 жители.